# USS Will Rogers (SSBN-659)
USS Will Rogers (SSBN-659) – amerykański okręt podwodny o napędzie atomowym z okresu zimnej wojny typu Benjamin Franklin, przenoszący pociski SLBM. Wszedł do służby w 1967 roku. Okręt nazwano imieniem aktora Willa Rogersa. Wycofany ze służby w 1993 roku.

## Historia
Kontrakt na budowę okrętu został przydzielony stoczni Electric Boat w Groton 29 lipca 1963 roku. Rozpoczęcie budowy okrętu nastąpiło 20 marca 1965 roku. Wodowanie miało miejsce 21 lipca 1966 roku, wejście do służby 1 kwietnia 1967 roku. Po wejściu do służby pierwszy patrol rozpoczął w październiku 1967 roku. Do 1974 roku stacjonował w bazie New London w Groton. 
W 1974 roku na „Will Rogers” wymieniono pociski Polaris na Poseidon. Po modernizacji i testach morskich, wykonywał patrole morskie z hiszpańskiej bazy Rota. Do 1978 roku, kiedy okręt przeniósł się do szkockiej bazy Holy Loch, łączna liczba patroli wyniosła 35. Okręt opuścił szkocką bazę 9 listopada 1991 roku, jako ostatni ze stacjonujących tam okrętów podwodnych. „Will Rogers” został wycofany ze służby 12 kwietnia 1993 roku, a następnie złomowany w 1994 roku.